# Rhizophora
A Rhizophora a Malpighiales rendbe sorolt Rhizophoraceae család névadó növénynemzetsége, a vörös mangrove csoport legelterjedtebb tagja. Legismertebb faja a közönséges vörös mangrove (Rhizophora mangle).

## Életmódja, termőhelye
Úgynevezett „mangrove életmódú” fa. A mangrovefajok a szubtrópusok és a trópusok árapályöveit kedvelik, ahol a hullámveréstől védett, erősen tagolt partszakaszokon, az ún. mangrovepartokon alkotnak összefüggő erdőségeket. 
Mivel az árapályövben él, és azt a tenger naponta több órára elönti, különleges támasztó- és lélegzőgyökereket növeszt. Ezeknek a gyökereknek két haszna van: egyrészt megakadályozzák, hogy a hullámok kidöntsék a fákat, másrészt oxigénhez juttatják a növényeket akkor is, amikor több méternyi víz önti el őket. A víz alatti gyökerek sejtbiológiája segíti a felgyülemlett só eltávolítását.

## Felhasználása, kulturális jelentősége
A közönséges vörös mangrove a venezuelai Delta Amacuro szövetségi állam címerfája. Tongában ebből a növényből festéket nyernek ki, amellyel a hagyományos, kéregből készült ruhákat festik meg.

## A nemzetség neve
A „Rhizophora” név a görög nyelvből származik. A rhiza szó jelentése: „gyökér” és a phoros szó jelentése: „tartó”, ami azt jelenti, hogy ennek a nemzetségnek a neve, magyarul: „tartógyökér”.

## Kártevőik
A mangrovefajok legfőbb kártevője a Poecilips fallax bogárfaj.

## Rendszerezésük
A nemzetségbe az alábbi 6 faj tartozik:
- Rhizophora apiculata Blume
- Rhizophora harrisonii Leechm.
- közönséges vörös mangrove (Rhizophora mangle) L.
- Rhizophora mucronata Lam.
- Rhizophora racemosa G.Mey.
- Rhizophora stylosa Griff.[3]

A fentiek három legismertebb hibridje:
- Rhizophora × annamalayana Kathiresan (R. apiculata × R. mucronata)
- Rhizophora × lamarckii Montrouz. (R. apiculata × R. stylosa)[3]
- Rhizophora × selala (Salvoza) P.B.Tomlinson (R. mangle × R. stylosa)

Korábban ebbe a nemzetségbe soroltak további 5 fajt, de idővel egyéb nemzetségekbe helyezték át őket:
- Aegiceras corniculatum (L.) Blanco (korábbi neve: R. corniculata L.)
- Bruguiera gymnorhiza (L.) Savigny (korábbi neve: R. gymnorhiza L.)
- Bruguiera parviflora (Roxb.) Wight & Arn. ex Griff. (korábbi neve: R. parviflora Roxb.)
- Bruguiera sexangula (Lour.) Poir. (korábbi neve: R. sexangula Lour.)
- Ceriops tagal (Perr.) C.B.Rob. (korábbi neve: R. tagal Perr.)[3]

## Képek

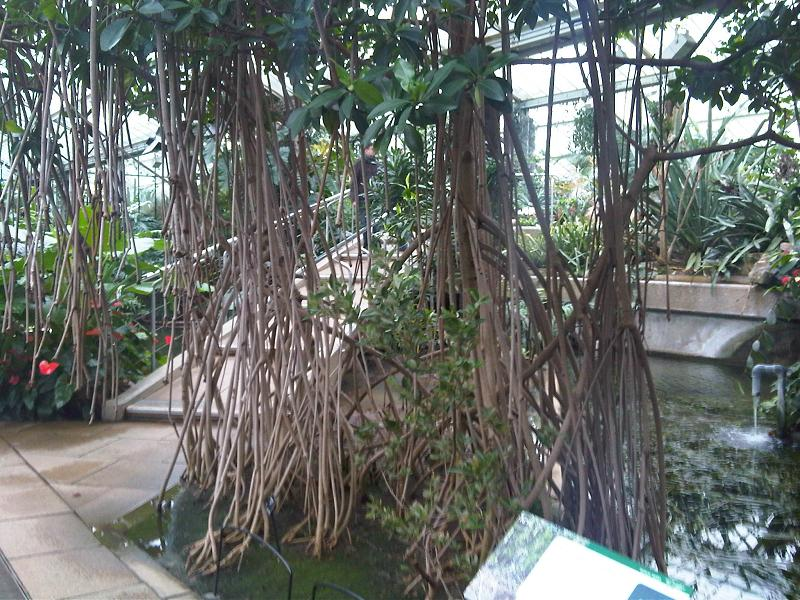
Közönséges vörös mangrove (Rhizophora mangle) az angliai Kew Gardensben…
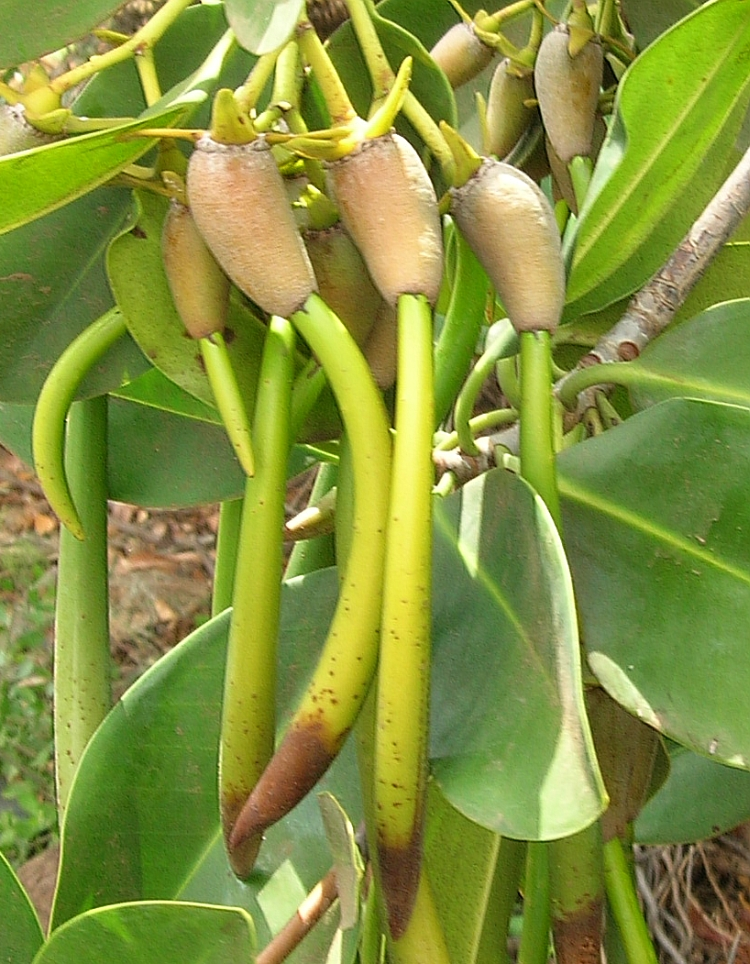
…és annak sarjai
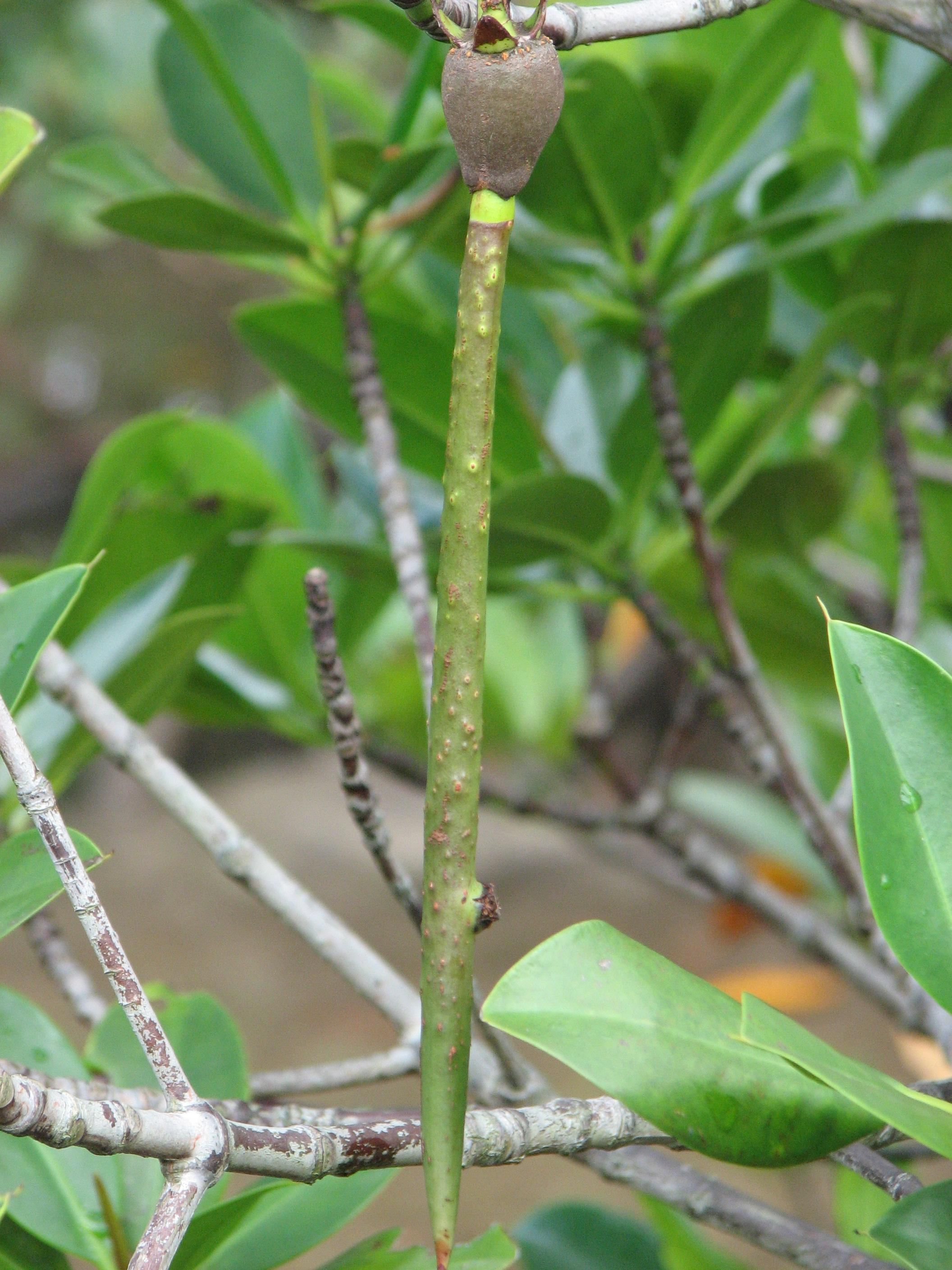
A Rhizophora mucronata sarja…
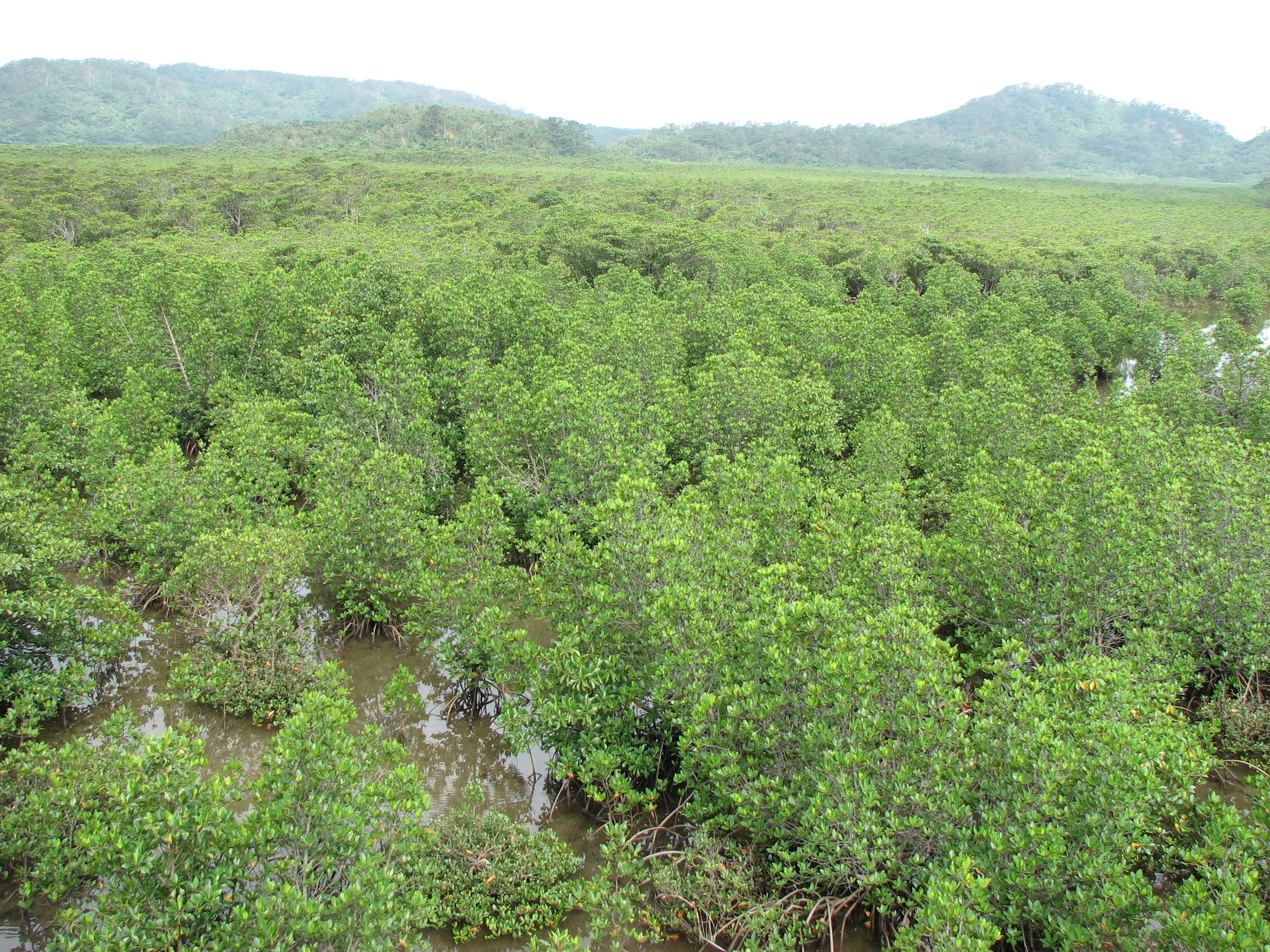
…és erdő Japánban
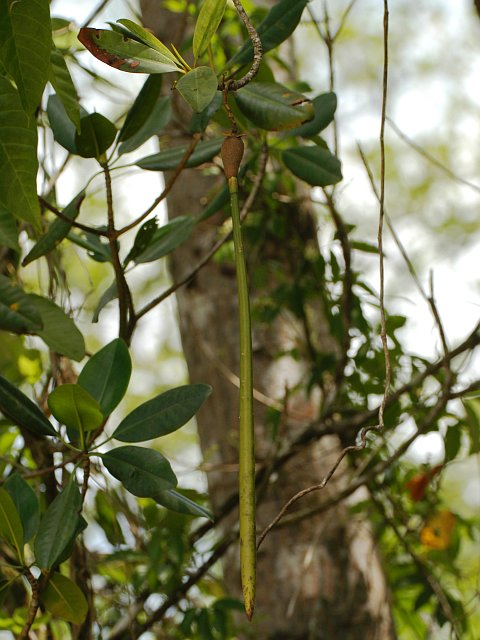
A Rhizophora racemosa sarja…
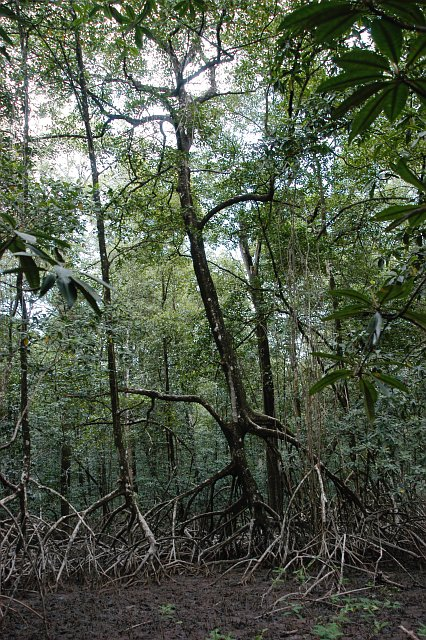
…és fái

### Fordítás
- Ez a szócikk részben vagy egészben  a   Rhizophora című angol Wikipédia-szócikk ezen változatának fordításán alapul.  Az eredeti cikk szerkesztőit annak laptörténete sorolja fel. Ez a jelzés csupán a megfogalmazás eredetét és a szerzői jogokat jelzi, nem szolgál a cikkben szereplő információk forrásmegjelöléseként.